# Spilosoma melli
Spilosoma melli là một loài bướm đêm thuộc phân họ Arctiinae, họ Erebidae.